# いい湯だな全員集合!!
『いい湯だな全員集合!!』（いいゆだなぜんいんしゅうごう!!）は、1969年に公開されたザ・ドリフターズの「全員集合シリーズ」及び松竹ドリフ映画第3弾。併映は『喜劇 大激突』。
本作からドリフのヒット曲をタイトルに織り込む様になる。マドンナ役は生田悦子。

## ストーリー
ある日突然、長吉、忠治、風太、工介、ヒデオの5人は強盗犯として逮捕されてしまう。身に覚えのない5人は誤認逮捕をごまかしたい玄さん（犬塚弘）の策略にのって警察署から脱走するものの、既に居場所はなくなっていた。困った5人は太く短く生きることを誓いあい、長吉の指導でハードボイルド学の特訓を始めた。
一方その頃、北海道洞爺湖温泉ではホテルの女主人・お玉（木暮実千代）が高校生芸者を売り物にした問題で町内は二分していた。反対派がヤクザ・千枚通しの鉄（左とん平）を雇ったことに対抗するため、お玉は殺し屋として長吉ら5人を町へ呼び寄せる。しかしお玉が町一番の富豪であることを知った5人は、逆にお玉を殺害してホテルの財産を我が物にしようとする計画を始める。
そんな中、お玉は5人が東京大空襲で行方不明になった自分の息子達と似た特徴を持つことに気付き、お玉の養女・美代（生田悦子）がその事実を知らせに、お玉殺害計画の準備を万端にした5人のもとへ駆けつけるのだが...

## スタッフ
- 監督：渡邊祐介
- 製作：青木伸樹、小角恒雄
- 脚本：森﨑東、渡邊祐介
- 撮影：荒野諒一
- 美術：宇野耕司
- 音楽：萩原哲晶
- 照明：飯島博
- 編集：寺田昭光
- 録音：小林英男、目黒スタジオ
- 監督助手：立仙雅巳、熊谷勲
- 製作主任：川口倫二
- 協力：ホテル層雲、全日空、虻田町

## キャスト
- 長吉：いかりや長介
- 忠治：荒井注
- 風太：高木ブー
- 工介：仲本工事
- ヒデオ：加藤茶
- 美代：生田悦子
- めぐみ：早瀬久美
- お玉：木暮実千代
- 千枚通しの鉄：左とん平
- 豆千代：春川ますみ
- 高志：北浦昭義
- おかみ：曽我町子
- 熊吉：上田吉二郎
- 署長：左卜全
- 校長：中村是好
- 天平：三角八朗
- 捜査主任：福岡正剛
- 主任：大屋満
- 教頭：北竜介
- 食堂の店主：杉義一
- 刑事：花井緑太郎、大島章太郎、土田桂司、高木信夫
- 巡査：須賀良
- 記者：小森英明
- マッサージ嬢：市地洋子、金子勝美、川路美奈、原令子
- 太郎：井山淳
- 松五郎：三木のり平
- 玄さん：犬塚弘

## 主題歌・挿入歌
主題歌「いい湯だな」
作曲：いずみたく / 編曲：萩原哲晶 / 歌：ザ・ドリフターズ
挿入歌「ミヨちゃん」
作詞・作曲：平尾昌晃 / 編曲：川口真 / 歌：ザ・ドリフターズ

## ロケ地
- 層雲峡温泉  -  映画の構成上、洞爺湖温泉の一部として撮影されている。